# Marjan Zakalnyckyj
Marjan Zakalnyckyj (* 19. srpna 1994) je ukrajinský atlet, mistr Evropy v chůzi na 50 km.

## Sportovní kariéra
Se sportem začínal v Kaluši, od roku 2013 pokračoval v přípravě v Kyjevě. Jeho největším úspěchem je titul mistra Evropy v chůzi na 50 kilometrů z roku 2018.